# Río Pisco
Der Río Pisco ist ein etwa 106 km (einschl. Río Chiris: 186 km) langer Zufluss des Pazifischen Ozeans im Südwesten von Peru in den Regionen Huancavelica und Ica.

## Flusslauf
Der Río Pisco entsteht in der peruanischen Westkordillere auf einer Höhe von etwa 1700 m nahe der Ortschaft Ticrapo am Zusammenfluss von Río Chiris (rechts) und Río Pacococha (links). Hauptquellfluss ist der 80 km lange Río Chiris. Dessen Ursprung bildet der 4690 m hoch gelegene See Laguna Pultoc Grande (⊙). Der Río Pisco durchfließt auf einer Länge von etwa 60 km das Bergland, anfangs 25 km in südsüdwestlicher Richtung, später in westsüdwestlicher Richtung. Auf den unteren 45 Kilometern durchquert der Fluss die aride wüstenhafte Küstenebene in westlicher Richtung. Er wird dabei von bewässerten landwirtschaftlichen Anbauflächen gesäumt. Nahe der Kleinstadt San Clemente, etwa 8 Kilometer oberhalb der Mündung, überquert die Fernstraße Panamericana Sur den Fluss. Am Unterlauf des Río Pisco befinden sich mehrere Wehre, an welchen Bewässerungskanäle abzweigen. Der Fluss führt auf den letzten Kilometern sehr wenig Wasser. Er erreicht schließlich nördlich der Provinzhauptstadt Pisco die Pazifikküste. Dort mündet er in eine Lagune, die durch eine Sandbank fast durchgängig vom Meer getrennt wird.

## Einzugsgebiet und Hydrologie
Das Einzugsgebiet des Río Pisco umfasst eine Fläche von 4434,5 km². Im Norden grenzt das Einzugsgebiet an das des Río San Juan, im Süden an das des Río Ica. Der mittlere Abfluss am Pegel Letrayoc (⊙ bei Flusskilometer 55, auf einer Höhe von 630 m gelegen) beträgt 25,68 m³/s. Während der Regensaison führt der Fluss die meiste Wassermenge im Jahr.

## Ökologie
Im Río Pisco kommt die Garnelen-Art Cryphiops caementarius aus der Familie der Felsen- und Partnergarnelen (Palaemonidae) vor.